# Tibiomus auritus
Tibiomus auritus är en mångfotingart som först beskrevs av Carl Graf Attems 1927.  Tibiomus auritus ingår i släktet Tibiomus och familjen Odontopygidae. Inga underarter finns listade i Catalogue of Life.